# Magnetiska konstanten
Den magnetiska konstanten μ0 (även kallad vakuumpermeabilitet) är en fysikalisk konstant, som förbinder mekaniska och elektromagnetiska enheter med varandra. Inom SI var dess värde exakt
{\displaystyle \mu _{0}=4\pi \ \times \ 10^{-7}\ } N/A2 = 4π×10−7 H/m, eller cirka 1,2566×10−6 H/m.
Detta värde är en konsekvens av den tidigare definitionen av ampere i termer av kraften mellan parallella ledare. Från 2019, då ampere definieras som ett visst antal elektroner per sekund, så har inte den magnetiska konstanten längre exakt detta värde.
I vakuum är den magnetiska konstanten lika med förhållandet mellan de båda sätten att beskriva magnetfält: B (till exempel för att räkna ut Lorentzkraft) och H (beräknat ur strömmar enligt Ampères lag):
{\displaystyle \mathbf {B} =\mu _{0}\ \mathbf {H} .}
Den magnetiska konstanten μ0 hänger ihop med den elektriska konstanten ε0 och med ljusets hastighet c  genom {\displaystyle \varepsilon _{0}\mu _{0}c^{2}=1}.
Terminologin för permeabilitet och känslighet introducerades 1872 av William Thomson, 1:e baron Kelvin. Den moderna notationen av permeabilitet som μ och permittivitet som ε har använts sedan 1950-talet.  

## Amperedefinierad vakuumpermeabilitet
Två tunna, raka, stationära, parallella trådar, ett avstånd r från varandra i fritt utrymme, som var och en bär en ström I, kommer att utöva en kraft på varandra. Ampères kraftlag säger att den magnetiska kraften Fm per längd L ges av:
{\displaystyle {\frac {|\mathbf {F} _{\text{m}}|}{L}}={\mu _{0} \over 2\pi }{I^{2} \over |{\boldsymbol {r}}|}.}
Från 1948 till 2019 definierades amperen som "den konstanta ström som, om den hölls i två raka parallella ledare med oändlig längd, med försumbar cirkulär tvärsektion och placerad en meter från varandra i vakuum, skulle producera mellan dessa ledare en kraft lika med 2 × 10-7 newton per meter längd". Detta motsvarar en definition av {\displaystyle \mu _{0}} av exakt 4 π × 10-7 H/m, eftersom 
{\displaystyle {\frac {\mathbf {F} _{\text{m}}}{L}}={\mu _{0} \over 2\pi }\mathrm {(1\,A)^{2} \over {1\,m}} }
{\displaystyle {2\times 10^{-7}\ \mathrm {N/m} }={\mu _{0} \over 2\pi }\mathrm {(1\,A)^{2} \over {1\,m}} }
{\displaystyle \mu _{0}=4\pi \times 10^{-7}{\text{ H/m}}}
Strömmen i denna definition behövde mätas med en känd vikt och känd separation av trådarna, definierade i termer av internationella standarder för massa, längd och tid för att producera en standard för ampere (och detta är vad Kibblevågen utvecklades för). Vid 2019 års revision av SI definieras amperen exakt i termer av elementärladdningen och för det andra, värdet på bestäms experimentellt till 4 π  × 0,99999999987(16) × 10-7 H/m är 2022 CODATA-värdet i det nya systemet (och Kibblevågen har blivit ett instrument för att mäta vikt från en känd ström, snarare än att mäta ström från en känd vikt).
Från 1948 till 2019 hade μ0 ett definierat värde (enligt den tidigare definitionen av SI-ampere), lika med:
μ0 = 4π×10−7 H/m = 1,25663706143...×10−6 N/A2
Avvikelsen mellan det rekommenderade mätvärdet från det tidigare definierade värdet ligger inom dess osäkerhet. 

## Terminologi
NIST/CODATA hänvisar till μ0 som vakuummagnetisk permeabilitet. Före revideringen 2019 kallades den för den magnetiska konstanten. Historiskt har konstanten μ0 haft olika namn. I 1987 års IUPAP Röda bok, till exempel, kallades denna konstant vakuumets permeabilitet. En annan, nu ganska sällsynt och föråldrad term är "magnetisk permittivitet av vakuum". Se till exempel Servant et al. Varianter därav, såsom "permeabilitet för fritt utrymme", har fortfarande utbredd användning.
Beteckningen "magnetisk konstant" användes kort av standardiseringsorganisationer för att undvika användning av termerna "permeabilitet" och "vakuum", som har fysiska betydelser. Namnbytet hade gjorts eftersom μ0 var ett definierat värde och inte var resultatet av experimentell mätning. I det nya SI-systemet har vakuumets permeabilitet inte längre ett definierat värde, utan är en uppmätt storhet, med en osäkerhet relaterad till den för den (uppmätta) dimensionslösa finstrukturkonstanten.

## Betydelse i elektromagnetism
Den magnetiska konstanten μ0 visas i Maxwells ekvationer, som beskriver egenskaperna hos elektriska och magnetiska fält och elektromagnetisk strålning och relaterar dem till deras källor. I synnerhet uppträder den i förhållande till storheter såsom permeabilitet och magnetiseringstäthet, som förhållandet som definierar det magnetiska H-fältet i termer av det magnetiska B-fältet. I verkliga medier har denna relation formen: 
{\displaystyle \mathbf {H} ={\mathbf {B}  \over \mu _{0}}-\mathbf {M} ,}
där M är magnetiseringstätheten. I vakuum är M = 0.
I det internationella kvantitetssystemet (ISQ) är ljusets hastighet i vakuum, c, relaterad till den magnetiska konstanten och den elektriska konstanten (vakuumpermittivitet), ε0, genom ekvationen:
{\displaystyle c^{2}={1 \over {\mu _{0}\varepsilon _{0}}}.}
Detta förhållande kan härledas med hjälp av Maxwells ekvationer av klassisk elektromagnetism i mediet av klassiskt vakuum. Mellan 1948 och 2018 användes denna relation av BIPM (Internationella byrån för mått och vikt) och NIST (National Institute of Standards and Technology) som en definition av ε0 i termer av det definierade numeriska värdet för c och, före 2018, det definierade numeriska värdet för μ0. Under denna period av standarddefinitioner presenterades det inte som ett härlett resultat beroende på giltigheten av Maxwells ekvationer.
Omvänt, eftersom permittiviteten är relaterad till finstrukturkonstanten (α), kan permeabiliteten härledas från den senare (med hjälp av Plancks konstant, h , och den elementära laddningen, e):
{\displaystyle \mu _{0}={\frac {2\alpha }{e^{2}}}{\frac {h}{c}}=4\pi \times {\frac {\alpha \hbar }{e^{2}c}}.}
I de nya SI-enheterna är endast finstrukturkonstanten ett uppmätt värde i SI-enheter, medan de återstående konstanterna har definierade värden i SI-enheter.